# Westerville (Ohio)
Westerville – miasto w Stanach Zjednoczonych, położone w centralnej części stanu Ohio. Leży ono w pn-wsch części aglomeracji Columbus (stolicy stanu). Liczba mieszkańców w 2000 wynosiła 35 296. Miasto w 93,5% zamieszkiwane jest przez ludność białej rasy. Średni dochód roczny na rodzinę wynosi 90 430 dolarów (2008 r.) W rankingu czasopisma "Money Magazine" (2009) Westerville znalazło się na 15 miejscu wśród 100 najlepszych miejsc do życia w całym kraju (miasta małej i średniej wielkości - najwyższa lokata miast z Ohio). Całkowita powierzchnia miasta wynosi 32,1 km². 

## Edukacja
W mieście jest 16 szkół podstawowych, 4 gimnazja i 3 szkoły średnie (obszar objęty dystryktem szkolnym zamieszkuje ponad 80 tys. ludzi). Na lokalnym, prywatnym 4-letnim Otterbein University w 2008 studiowało ok. 3000 studentów. Mimo małego rozmiaru Westerville oferuje mieszkańcom ponad 40 parków i miejsc rekreacyjnych.

## Klimat
Miasto leży w strefie klimatu umiarkowanego, kontynentalnego, z gorącym latem, należącego według klasyfikacji Köppena do strefy Dfa. Średnia temperatura roczna wynosi 11,2°C, a opady 972,8 mm (w tym do 49,8 cm opadów śniegu). Średnia temperatura najcieplejszego miesiąca - lipca wynosi 23,2°C, natomiast najzimniejszego -2,5°C